# أنطونيو كارلوس كوندر ريس
أنطونيو كارلوس كوندر ريس (16 ديسمبر 1924 - 12 يونيو 2018) سياسي برازيلي.
كوندر ريس عضوًا في الجمعية التشريعية لسانتا كاتارينا بين عامي 1947 و1955، عندما تم انتخابه لأول مرة في مجلس النواب. أصبح عضوًا في مجلس الشيوخ الفيدرالي في عام 1963، وظل يعمل حتى عام 1975، وبعد ذلك تم تعيينه حاكمًا لسانتا كاتارينا. تنازل كوندر ريس عن منصب الحاكم لخورخي بورنهاوزن عام 1979. وانتُخب كوندر ريس لولاية ثانية كنائب بين عامي 1987 و1991، عندما تم تعيينه نائبًا لحاكم سانتا كاتارينا. عاد لقيادة سانتا كاتارينا من 1994 إلى 1995، وخدم لفترة ثالثة كنائب بين عامي 1998 و2003.
توفي في 12 يونيو 2018 عن عمر يناهز 93 عامًا.